# Vorrei che questo fosse il paradiso
Vorrei che questo fosse il paradiso è un singolo del rapper Mikimix (suo ultimo singolo prima del cambiamento in Caparezza), pubblicato nel 1998 dalla Columbia Records.

## Tracce
1. Vorrei che questo fosse il paradiso – 4:31 (Mikimix, Matteo Bonsanto, Franco Vavassori)
2. La mia buona stella – 4:26 (Mikimix, Matteo Bonsanto, Giovanni Bianchi, Ugo Bolzoni)
3. Vorrei che questo fosse il paradiso (Classical Edit) – 4:29 (Mikimix, Matteo Bonsanto, Franco Vavassori)

## Formazione
Musicisti
- Mikimix – voce
- Franco Vavassori – arrangiamento, programmazione
- Barbara Lavarian – soprano
- Coro del Lamadeus – coro

Produzione
- Matteo Bonsanto – produzione
- Roberto Rossi – coordinamento artistico
- Marco Priori – registrazione
- Diego Riganti – assistenza tecnica